# Inter Deposit Digital Number
L'Inter Deposit Digital Number (IDDN) correspond à un système international d’identification des œuvres numériques et de gestion directe des droits d’auteur. Il a été mis en place par Interdeposit qui rassemble des organisations concernées par la protection des droits de propriété intellectuelle des créations numériques. L’Agence pour la Protection des Programmes est l'un des membres fondateurs de cette fédération créée le 10 janvier 1994 à Genève.

## Système d’identification des œuvres numériques
Les titulaires de droits sur des œuvres numériques peuvent enregistrer ces dernières au sein du répertoire IDDN afin de se préconstituer la preuve de leurs droits. Un numéro IDDN est alors attribué à la création. Il est composé de 33 chiffres et lettres et contient des renseignements codifiés permettant de connaître notamment le type d’œuvre, le numéro de classe de produit, la nationalité de l’œuvre et l'année de référencement ou de dépôt.
Ce système est utilisé par deux organismes de dépôt : l'Agence pour la Protection des Programmes et Interdeposit. Le premier permet de déposer ou de référencer physiquement les œuvres. Le second a mis en place un système de référencement en ligne. On parle également de référencement virtuel.
Un numéro IDDN se présente comme suit : 
IDDN.FR.010.0000105.000.R.P.1997.002.40100

## Gestion directe des droits d’auteur
La gestion directe des droits d’auteur est permise par le référencement en ligne des œuvres numériques auprès d’Interdeposit. En effet, cette procédure permet d’annexer à l’œuvre les informations relatives au titulaire des droits et aux utilisations autorisées.
Concrètement, le référencement en ligne permet de mettre l’œuvre sous scellé virtuellement. Ce scellé virtuel se présente sous la forme d’un fichier qui comprend une clé électronique de l’œuvre destinée à figer son contenu, les revendications de droits, les conditions d’utilisation et d’exploitation ainsi que le numéro IDDN attribué à cette création.
Interdeposit établit ce scellé à l’aide des renseignements que lui aura fourni le titulaire des droits en complétant les formulaires en ligne. Le scellé peut servir de moyen de preuve en cas de litige. Il est conservé par le titulaire. L’utilisateur n’a pas accès au scellé mais à un certificat qui est intégré à l’œuvre numérique. Il peut ainsi prendre connaissance de l’identité du titulaire des droits, du numéro IDDN de l’œuvre et des conditions d’utilisation de cette dernière. Pour accéder à ce certificat, l’utilisateur n’a qu’à cliquer sur le logo Interdeposit qui figure sur la création. Le certificat apparaît alors à l’écran.
Ce système permet d’organiser la traçabilité des créations numériques. L’utilisateur sait ce qu’il a le droit ou non de faire avec l’œuvre mais surtout il peut savoir s’il s’agit d’une œuvre première ou dérivée. Dans ce dernier cas, il peut accéder au certificat de l’œuvre initiale et connaître le titulaire des droits. Cette procédure garantit à l’auteur le respect de son droit moral, notamment le droit à l’intégrité de l’œuvre.

## Procédure de référencement en ligne
1. Le titulaire des droits signe électroniquement l'œuvre à l'aide d'un outil de calcul de clé.
2. Le titulaire des droits remplit un formulaire en ligne dans lequel il indique le nom de l'œuvre, la signature électronique et l'outil utilisé pour l'obtenir, les conditions d'utilisation de l'œuvre.
3. Interdeposit enregistre les informations données par le titulaire des droits dans un logibox ou scellé électronique. Un certificat de référencement est automatiquement créé et transmis au titulaire des droits sous la forme d'une page html. Ce certificat contient les mentions suivantes : le nom du titulaire des droits, le titre de l'œuvre, le numéro IDDN qui lui a été attribué, les conditions d'utilisations, l'adresse mail du titulaire, et éventuellement le numéro IDDN de l'œuvre primaire lorsque le certificat concerne une œuvre dérivée.
4. Le titulaire insère un logo IDDN au sein de l'œuvre et crée un lien vers la page html sur laquelle figure le certificat. Ainsi, en cliquant sur ce logo, l'utilisateur obtiendra toutes les informations essentielles à l'œuvre.